# 양명여자고등학교
양명여자고등학교(養明女子高等學校)는 대한민국 경기도 안양시 만안구 안양동에 있는 사립 고등학교이다.

## 학교 연혁
- 1967년 12월 30일 : 학교법인 은구학원 설립, 인가
- 1967년 12월 30일 : 초대 이사장 김명찬 선생 취임
- 1983년 4월 19일 : 양명여자고등학교 설립 인가(3학급)
- 1984년 10월 10일 : 양명여자고등학교 교사 준공(건평 1,249평)
- 1985년 2월 15일 : 초대 교장 김지용 박사 취임
- 1987년 10월 24일 : 생활관 준공(건평 850평)
- 1988년 1월 8일 : 양명여자고등학교 2학급 증설 인가(12학급)
- 1988년 12월 14일 : 신관 준공(건평 442평)
- 2017년 2월 9일 : 제30회 졸업식(14학급 462명) 총 16,377명 배출
- 2021년 12월 23일 : 제4대 이사장 김정우 선생 취임
- 2023년 9월 1일 : 제9대 교장 원범상 선생 취임
- 2024년 3월 2일 : 30개 학급 761명으로 편성 운영
- 2024년 3월 18일 : 은빛 도서관 준공

## 참고 자료
- 양명여자고등학교 - 한국교육학술정보원 학교알리미